# 마크 멘차카

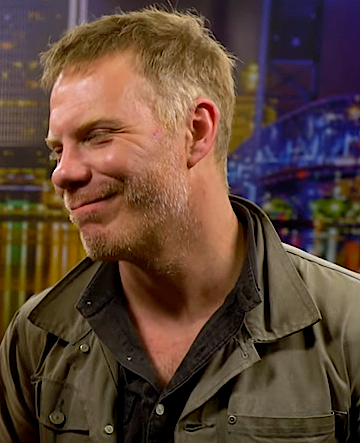
2019년 모습

마크 멘차카(Marc Menchaca, 1975년 10월 10일 ~ )는 미국의 배우이다.
샌앤젤로에서 태어났다.

## 출연 작품

### 영화
- Screen Door Jesus (2003) - 리틀 레드 역
- 알라모 (2004)
- The Intervention (2005)
- Last Day of Summer (2009)
- Reservoir (2013) - 애덤 피어스 역
- This Is Where We Live (2013)
- 통제할 수 없는 (2014, She's Lost Control)
- Reparation (2015)
- Ace the Case (2016)
- Where Is Kyra? (2017)
- 에브리타임 아이 다이 (2017)
- Weightless (2018)
- # Like (2019)
- 아무도 살아서 나갈 수 없다 (2021) - 레드 역
- 크리에이터 (2023) - 맥브라이드 역

### 텔레비전
- 제너레이션 킬 (2008)
- 플래시포워드 (2009-10)
- 홈랜드 (2011-12)
- 로앤오더: 성범죄 전담반 (2013)
- 오자크 (2017-18, 2022)
- 더 시너 (2018)
- 매니페스트 (2019)